# Gompholobium confertum
Gompholobium confertum är en ärtväxtart som först beskrevs av Dc., och fick sitt nu gällande namn av Michael Douglas Crisp. Gompholobium confertum ingår i släktet Gompholobium och familjen ärtväxter. Inga underarter finns listade i Catalogue of Life.